# 藤澤房俊
藤澤 房俊（ふじさわ ふさとし、1943年2月16日 - ）は、日本の西洋史学者。イタリア近現代史。東京経済大学名誉教授。

## 略歴
東京府（現・東京都）生まれ。早稲田大学第二文学部史学科卒業、同大学院文学研究科博士課程単位取得退学。1970年-1971年 ローマ大学に留学。1973年-1975年 イタリア歴史学研究所に留学。共立女子大学助教授、1992年東京経済大学教授。2013年定年、名誉教授。2001年「『第三のローマ』 : 近現代イタリアの『記憶の場』」で早大文学博士。

## 受賞歴
- 1988年　第11回マルコ・ポーロ賞受賞（『赤シャツの英雄ガリバルディ』に対し）
- 1996年　イタリア政府よりイタリア共和国功労勲章＜カヴァリエーレ　cavaliere＞を授与。
- 2006年　イタリア政府よりイタリア共和国功労勲章＜コンメンダトーレ　commendatore＞を授与。

## 著作

### 単著
- 『赤シャツの英雄 ガリバルディ - 伝説から神話への変容』（洋泉社、1987年）
- 『シチリア・マフィアの世界』（中公新書、1988年／講談社学術文庫、2009年）
- 『匪賊の反乱 - イタリア統一と南部イタリア』（太陽出版、1992年）
- 『「クオーレ」の時代 - 近代イタリアの国家と子供』（ちくまライブラリー、1993年／ちくま学芸文庫、1998年）
- 『大理石の祖国 - 近代イタリアの「記憶の場」』（筑摩書房、1997年）
- 『第三のローマ - イタリア統一からファシズムまで』（新書館、2001年）
- 『ピノッキオとは誰でしょうか』（太陽出版、2003年）
- 『マッツィーニの思想と行動』（太陽出版、2011年）
- 『「イタリア」誕生の物語』（講談社選書メチエ、2012年）
- 『ムッソリーニの子どもたち - 近現代イタリアの少国民形成』（ミネルヴァ書房、2016年）
- 『ガリバルディ - イタリア建国の英雄』（中公新書、2016年）
- 『地中海の十字路＝シチリアの歴史』（講談社選書メチエ、2019年）
- 『カヴール - イタリアを創った稀代の政治家』（太陽出版、2021年）
- 『フリードリヒ2世 - シチリア王にして神聖ローマ皇帝』（平凡社、2022年）
- 『「わたしの死を泣かないでください」 - サッコ・ヴァンゼッティ冤罪事件』（太陽出版、2023年）

### 翻訳
- D.オーゲル『サラーのおへや』小学館 1979年
- F.ディッケンズ『世界一のいたずらっ子』小学館 1979年。この2冊は童話
- スティーブン・ランシマン『シチリアの晩禱　十三世紀後半の地中海世界の歴史』（榊原勝共訳、太陽出版、2002年）

## 論文
- ＜藤澤房俊